# Ahmed Madani (théâtre)
Pour les articles homonymes, voir Ahmed Madani et Madani.
 (octobre 2018).
Si vous disposez d'ouvrages ou d'articles de référence ou si vous connaissez des sites web de qualité traitant du thème abordé ici, merci de compléter l'article en donnant les références utiles à sa vérifiabilité et en les liant à la section « Notes et références ».
Ahmed Madani est un auteur et metteur en scène français né le 8 mars 1952, à Remchi (Algérie).

## Biographie
Psychothérapeute de formation, Ahmed Madani est rapidement attiré par le théâtre.
Il fonde en 1985 Madani Compagnie, avec laquelle il réalise un théâtre dont la pierre angulaire est le rapport au sociétal. Son œuvre comptabilise aujourd'hui une quarantaine de spectacles. Il écrit aussi bien en direction de la jeunesse (pièces publiées à L'École des loisirs) que des adultes (pièces publiées à Actes Sud-Papiers).
Il engage une recherche sur de nouvelles formes de création en milieu urbain en prenant en compte les diversités des composantes de la société française. Il s'adresse à tous les publics et prend en compte de façon significative la jeunesse.
Dans cette démarche d'ouverture à tous les publics, il inscrit ses réalisations dans les théâtres aussi bien que dans des lieux non équipés : entrepôts, magasins inoccupés, immeubles abandonnés, haras, établissements scolaires. Son écriture se nourrit souvent de faits de société : l'identité, la transmission, la mémoire, le rapport à la terre.
Il travaille  avec des acteurs professionnels, mais réalise également plusieurs œuvres en avec des protagonistes non professionnels.
Nourri de son expérience en territoires suburbains à fort brassage culturel, en 2002, il est nommé à la direction du Centre dramatique de l’océan Indien à Saint-Denis de la Réunion.
Dans ce théâtre d’un bout du monde, il développe un projet de création où la prise en compte du territoire et des échanges culturels est la pierre angulaire d’une action artistique de portée internationale.
En 2004, très préoccupé par la place des auteurs du sud et par les écritures qui interrogent l'histoire contemporaine, il crée le festival L’œil du cyclone : une rencontre entre auteurs, acteurs et metteurs en scène de l’océan Indien et d’ailleurs. Des commandes d’écriture sont proposées aux auteurs tels que Alain Kamal Martial, Lolita Monga, Axel Gauvin, Shenaz Patel, Jean-Luc Raharimanana. Dans ce cadre, il organise avec la fondation Beaumarchais le premier concours des écritures dramatiques de l’océan Indien.
Parallèlement, il s’attache à favoriser l’accès du public Réunionnais à des spectacles emblématiques de la création théâtrale contemporaine.
Très attentif à la transmission et à la formation, il met en place une académie itinérante sous forme de chantiers internationaux. Des artistes reconnus sont invités à travailler avec les artistes de l’océan Indien et à développer des projets de coopération Nord-Sud : Pipo Delbono, Martial Di Fonzo Bo, Jean Louis Martinelli, Pierre Pradinas, Pascal Rambert, William Yang, Brett Bailley...
En s’appuyant sur la spécificité du territoire réunionnais, il tisse des partenariats forts avec plusieurs pays du Sud (Madagascar, Mozambique, Australie, Afrique du Sud, Ile Maurice...) en lien avec de grandes institutions européennes : le Théâtre des Amandiers, le Théâtre Vidy Lausanne, Comédie de Genève.
Depuis son retour de l'île de la Réunion en 2008, Ahmed Madani poursuit ses activités au sein de sa compagnie conventionnée avec le Ministère de la Culture / DRAC Île-de-France et la région Île-de-France. Il développe des partenariats avec des Centre dramatiques nationaux, des Scènes nationales, des Scènes conventionnées, des théâtres de ville.
De 2012 à 2022, il déploie le triptyque Face à leur destin, dont chacun des trois volets met en miroir une création grand format et une forme plus intimiste. Cet ensemble de 6 pièces introduit avec Illumination(s) donne la parole à des jeunes issus de quartiers populaires dont les parents ont vécu l'exil.

## Œuvres

### Mises en scène
- 2021 : Au non du père texte et mise en scène Théâtre de Brétigny, Grandt à Nantes, Am Stram Gram Genève
- 2020 : Incandescences, texte et mise en scène[4] MC 93 Bobigny, Théâtre de Malakoff, Théâtre Paris-Villette
- 2018 : J'ai rencontré Dieu sur Facebook, texte et mise en scène[5] MAC à Créteil, Théâtre de Brétigny,
- 2016 : F(l)ammes, texte et mise en scène[6] La poudrerie Sevran, Maison des Métallos Paris, Théâtre de la Tempête
- 2014 : Je marche dans la nuit par un chemin mauvais,, texte et mise en scène, Théâtre de la Tempête (Paris)
- 2012 : Illumination(s) performance spectacle, texte et mise en scène Ahmed Madani, précédé de Terres arbitraires, installation vidéo de Nicolas Clauss, Théâtre de l'Épée de Bois (Paris)
- 2011 : Fille du paradis d'après Putain de Nelly Arcan, adaptation et mise en scène, Théâtre Essaïon (Paris)
- 2010 : Le Théâtre de l’amante anglaise de Marguerite Duras, centre dramatique de Rouen
- 2009 : Paradis Blues de Shenaz Patel conception et mise en scène, centre dramatique national de Limoges
- 2008 : Ernest ou comment l’oublier, texte et mise en scène, scène nationale d'Annecy
- 2006 : L’improbable vérité du monde, texte et mise en scène, théâtre Nanterre-Amandiers
- 2005 : Légendes créoles de Daniel Honoré, centre dramatique de l'océan Indien (La Réunion)
- 2004 : Architruc de Robert Pinget, centre dramatique de l'océan Indien (La Réunion)
- 2003 : Le Médecin malgré lui de Molière, centre dramatique de l'océan Indien (La Réunion)
- 2003 : Doktèr Kontrokèr (version créole du Médecin malgré lui par Carpanin Marimoutou et K. Langraume), centre dramatique de l'océan Indien
- 2003 : L’Avis du mort, texte et mise en scène, centre dramatique de l'océan Indien (La Réunion)
- 2003 : Lavi lo mor (version créole de L'Avis du mort par Carpanin Marimoutou), centre dramatique de l'océan Indien (La Réunion)
- 2002 : Petit garçon rouge, texte et mise en scène, Entrepôts Mantes primeurs (Mantes la Jolie)
- 2001 : Songe d’une nuit d’été de William Shakespeare, Grande Halle de la Villette
- 2001 : Le Voyage à la mer, texte et mise en scène, Théâtre de la Tempête
- 2000 : Nous irons tous à l’Opéra, texte et mise en scène, Opéra Bastille
- 1999 : Méfiez-vous de la pierre à barbe, texte et mise en scène, Théâtre de la Tempête (Paris) / Grande Halle de la Villette
- 1998 : Il faut tuer Sammy, texte et mise en scène, théâtre Dunois (Paris) /tournée
- 1997 : Encore heureux qu’on va vers l’an 2000, montage de textes et mise en scène, Entrepôts Tournesol (Mantes-la-Jolie) / Théâtre de la Tempête
- 1997 : Rodéo, texte et mise en scène
- 1995 : Rapt, texte et mise en scène, Théâtre de la Tempête
- 1994 :  Familles, je vous hais...me, texte et mise en scène, théâtre Vidy (Lausanne)
- 1994 : C’était une guerre, texte et mise en scène, Haras d'Avranches
- 1994 : L’Os d’après Birago Diop, texte et mise en scène, Théâtre Gérard-Philipe (Saint-Denis)
- 1993 : Rapt, texte et mise en scène, théâtre Maxime-Gorki, Scène Nationale de Petit Quevilly, dirigée par Robert Labaye
- 1992 : Nous crèverons l’horizon, texte et mise en scène, Théâtre Normandie (Mantes-la-Jolie)
- 1992 : On purge bébé de Georges Feydeau, théâtre de Boulogne-Billancourt
- 1991 : La Leçon d'Eugène Ionesco, théâtre Montansier (Versailles)
- 1989 : J'accuse d'Émile Zola, spectacle de Un drame musical instantané, (Mantes-la-Jolie)
- 1989 : La Tour, Mantes-La-Jolie

### Télévision
- Illumination(s) captation et diffusion en direct par France Télévision pour son site Culture Box
- Un Balcon au Val-Fourré d’après La tour réalisé par Dominique Cabréra / Planète Câble
- La Leçon de E. Ionesco/ captation et diffusion/ FR3
- On purge bébé de G. Feydeau /captation et diffusion/ FR3
- Familles je vous hais-me Canal+
- L’école en morceaux réalisation documentaire de 55 min / Planète Câble

### Radio
- Rapt création et diffusion RFI ; création et diffusion Radio Suisse Romande Grand Prix RFI du théâtre radiophonique 1993.

### Publications
- Au non du père Actes Sud-Papiers, 2022
- IncandescencesActes Sud-Papiers, 2021
- J'ai rencontré Dieu sur Facebook, Actes Sud-Papiers, 2018
- Illumination(s) suivi de F(l)ammes, Actes Sud-Papiers, 2017
- Je marche dans la nuit par un chemin mauvais, Actes Sud-Papiers, 2014
- Petit garçon rouge suivi de Le Voyage à la mer, Actes Sud-Papiers, 2001
- Méfiez-vous de la pierre à barbe, Actes Sud-Papiers, 2001
- Ernest ou comment l’oublier, l’École des loisirs
- Il faut tuer Sammy, l’École des loisirs
- Traduction / adaptation théâtrale de Sa majesté des mouches de Nigel Williams, d’après William Golding pour l’Ecole des Loisirs

#### Traductions et adaptations
- Rapt, recréation en langue japonaise par la troupe Kaze à Tokyo (2000/01)
- Il faut tuer Sammy, traduction en allemand par Connie Fruhaüf
- Ernest ou comment l'oublier, traduction en allemand par Andréas Jandl

### Filmographie
- France Ô lui consacre un 52 min dans son émission À nous deux animée par Mariejosé Alie